# Al-Quhí
Abu-Sahl Wàyjan ibn Rústam al-Quhí (persa: ابوسهل بیژن کوهی آملی, Abusahl Bijan-e Koohi; àrab: أبو سهل ويجن بن رستم القوهي, Abū Sahl Wayjan b. Rustam al-Qūhī) o, més senzillament, Abu-Sahl al-Quhí o al-Quhí, va ser un matemàtic i astrònom persa del segle x. Protegit pels califes búyides Àdud-ad-Dawla i el seu fill Xàraf-ad-Dawla, el primer d'aquests li va encarregar la construcció i la direcció de l'observatori de Siraz, en el qual va fer instal·lar molts instruments de la seva invenció, a partir de l'any 988. Es conserva bona part de la seva correspondència amb l'alt funcionari del califat Abu-Ishaq as-Sabí.
Astrònoms posteriors, com al-Biruní i Omar Khayyam citen les seves observacions. Aquest darrer el considera un excel·lent matemàtic. En les obres que coneixem d'ell, tracta problemes geomètrics que condueixen a equacions de tercer grau, que soluciona amb la intersecció d'una hipèrbola equilàtera i una paràbola, discutint-ne les condicions de la seva resolució. Aquesta mateixa precisió es troba en un altre tractat seu sobre la construcció de l'heptàgon regular, amb una solució més completa que la que s'atribueix a Arquimedes.
Al-Quhí va ser el primer a descriure l'anomenat compàs cònic, un compàs amb un braç de llargada variable que permet dibuixar corbes còniques. En el seu tractat رسالة في البركار التام, Risāla fī l-birkār at-tamm, ‘Sobre el compàs perfecte’, descriu els mètodes per a dibuixar rectes, circumferències i corbes còniques, concloent que es poden construir astrolabis, quadrants i altres instruments astronòmics amb facilitat.
També va escriure opuscles sobre la física aristotèlica, sobre els cercles tangetnts a una recta i sobre els fenòmens meteorològics.